# Wilhelmine Kähler
Pour les articles homonymes, voir Kähler.
Wilhelmine Kähler, née Mohs ou Moss le 3 avril 1864 à Kellinghusen (duché de Holstein) et morte le 22 février 1941 à Bonn (Allemagne), est une syndicaliste, femme politique et féministe allemande, membre du SPD.

## Biographie
Née à Kellinghusen en 1864, elle y étudie puis devient couturière et femme de ménage. En 1882, elle épouse son premier mari, ouvrier dans une fabrique de cigares.
À partir de 1890, Wilhelmine Kähler s'implique dans le mouvement ouvrier. Elle cofonde et dirige le Verband der Fabrik- und Handarbeiterinnen, devenant ainsi la seule femme à diriger un syndicat en Allemagne durant cette décennie. Elle siège à la Commission générale des syndicats allemands. Son syndicat est intégré à l'Union des employées de maison d'Allemagne, dont elle assume la présidence par intérim en 1913.
Vers 1900, elle vit à Dresde, où elle travaille principalement à l'amélioration de la situation des femmes salariées.
Wilhelmine Kähler écrit pour le magazine féminin social-démocrate Die Gleichheit et le journal de Düsseldorf Volkszeitung à partir de 1906. Elle est aussi rédactrice en chef de Für unsere Frauen, une correspondance du mouvement féministe, et de l'annuaire Der Frauenhausschatz.
De 1919 à 1923, elle travaille comme fonctionnaire au ministère de l'Économie du Reich. La même année, elle devient députée à l'Assemblée nationale de Weimar, qui rédige la Constitution de Weimar. Elle fait donc partie des premières femmes parlementaires de l'histoire allemande. Elle est ensuite députée au Reichstag jusqu'en 1921, puis au Landtag de Prusse jusqu'en 1924. Wilhelmine Kähler y représente le Parti social-démocrate d'Allemagne (SPD/MSPD).
Après 1926, elle dirige une organisation locale de protection sociale des travailleurs dans sa ville natale de Kellinghusen, jusqu'en 1931.
Elle se remarie en 1924 et s'installe à Bonn avec son époux en 1931, se retirant ainsi de toute activité politique. Elle meurt dans cette même ville en 1941.